# マーク・ナーラブ
マーク・レオン・ナーラブ （ナーロヴ、ナーローヴ、Marc Leon Nerlove、1933年10月12日 - 2024年7月10日）は、農業経済学と計量経済学を専門研究するアメリカ合衆国の経済学者。イリノイ州シカゴ出身。メリーランド大学にて農業経済学および資源経済学の教授を務めた。
彼は1964年に、アメリカ統計学会のフェローに選出された。1969年には、経済学への貢献からジョン・ベイツ・クラーク賞を受賞。2012年には、アメリカ経済学会の特別フェローに選出された。
ナーラブの父親サミュエル・ヘンリー・ナーラブはヴィテプスク出身のロシア移民の息子だった。マーク・ナーラブは 1952年にシカゴ大学から数学でオナーズ（非常に成績優秀）認定がついた学士(B.A.)を取得した。彼は大学院の研究でジョンズ・ホプキンス大学に移り、経済学で1955年に修士号(M.A.)を、1956年に価格への農民の対応に関する論文で博士号(Ph.D.)を取得した。彼はミネソタ大学(1959-60)、スタンフォード大学(1960-65)、イェール大学(1965-69)、シカゴ大学(1969-74)、ノースウェスタン大学(1974-82)、 ペンシルバニア大学(1982-93)で教鞭を執り、1993年以降はメリーランド大学教授陣の一員である。
広く知られている計量経済学分野におけるナーラブの貢献としては、パネルデータ分析におけるランダム効果モデルの推定法があり、これは大部分の計量経済学ソフトウェアに実装されている。
2024年7月10日の朝に死去。90歳没。

## 代表的な出版物
- Balestra, Pietro; Nerlove, Marc (1966). “Pooling Cross Section and Time Series Data in the Estimation of a Dynamic Model: The Demand for Natural Gas”. Econometrica 34 (3):  585-612. JSTOR 1909771.
- Nerlove, Marc (1971). “Further evidence on the estimation of dynamic economic relations from a time-series of cross-sections”. Econometrica 39 (2):  359-382. JSTOR 1913350.